# Komutativita
Komutativita je v matematice, zejména v algebře, vlastnost binární operace spočívající v tom, že u ní nezávisí na pořadí jejích operandů.

## Definice
Budeme-li uvažovat grupoid {\displaystyle S}, potom binární operace {\displaystyle \cdot } definovaná na {\displaystyle S} se nazývá komutativní, jestliže platí
{\displaystyle x\cdot y=y\cdot x}
pro všechna {\displaystyle x,y\in S}. Zároveň jestliže pro {\displaystyle x,y\in S} platí {\displaystyle x\cdot y=y\cdot x}, potom říkáme, že tyto dva prvky spolu komutují.
Je-li tato operace nad {\displaystyle S} zároveň asociativní, tj. {\displaystyle S} tvoří pologrupu, potom tuto operaci většinou nazýváme násobením, které značíme {\displaystyle xy}. Ve speciálním případě, kdy {\displaystyle S} vzhledem k této operaci tvoří komutativní grupu, tuto operaci nazýváme sčítáním.

## Příklady komutativity
Nejznámější příklady komutativní binární operace jsou sčítání (značíme {\displaystyle +}) a násobení (značíme {\displaystyle \cdot }) přirozených čísel.
{\displaystyle 2+3=3+2} (v obou případech je výsledek 5)
{\displaystyle 7\cdot 3=3\cdot 7} (v obou případech je výsledek 21)
Další ukázky komutativních binárních operací jsou například: sčítání a násobení komplexních čísel, průnik a sjednocení množin v potenční množině {\displaystyle {\mathcal {P}}(X)}, operace maximum a minimum na uspořádaných množinách.
Mezi binární operace, které nejsou komutativní, patří například odčítání, dělení, umocňování, tj. {\displaystyle a^{b}}, nebo vektorové násobení, které je antikomutativní, tj. liší se pouze o znaménko.
Důležitým příkladem nekomutativního násobení je násobení matic nad prostorem komplexních čtvercových matic {\displaystyle M^{n}(\mathbb {C} )}. Jako jednoduchý protipříklad se nabízí
{\displaystyle {\begin{pmatrix}1&0\\0&-1\end{pmatrix}}{\begin{pmatrix}0&1\\1&0\end{pmatrix}}={\begin{pmatrix}0&1\\-1&0\end{pmatrix}}\neq {\begin{pmatrix}0&-1\\1&0\end{pmatrix}}={\begin{pmatrix}0&1\\1&0\end{pmatrix}}{\begin{pmatrix}1&0\\0&-1\end{pmatrix}}}.
Tato vlastnost matic (a obecněji lineárních operátorů) je důležitá v kvantové fyzice, ve které jsou např. poloha a hybnost částice popsané nekomutujícími operátory a nelze je proto určit zároveň s libovolnou přesností (viz princip neurčitosti). Měření těchto veličin je nekomutativní, což znamená, že záleží na tom, zda měříme první polohu či hybnost.
S pojmem komutativity úzce souvisí tzv. komutátor, který definujeme nad libovolným okruhem {\displaystyle R} ve tvaru
{\displaystyle [x,y]=xy-yx}.
Z definice komutátoru je zřejmé, že dva prvky spolu komutují, jestliže je jejich komutátor nulový, tudíž lze hrubě říci, že komutátor v určitém smyslu "měří" míru nekomutativity.
Komutátor je zajímavý především z toho důvodu, že libovolná asociativní algebra vzhledem ke komutátoru tvoří Lieovu algebru, přičemž každou Lieovu algebru {\displaystyle L} lze vnořit do nějaké asociativní algebry, s čímž souvisí univerzální obalová algebra {\displaystyle U(L)}.